# Kokory
Kokory – miejscowość i gmina (obec) w Czechach, w kraju ołomunieckim, w powiecie Przerów. W 2022 roku liczyła 1115 mieszkańców.
Pierwsza wzmianka o miejscowości pochodzi z 1279 roku.

## Zabytki
- kościół Wniebowzięcia Najświętszej Maryi Panny z początku XIX wieku
- kaplica św. Franciszka Ksawerego z 1724
- barokowy browar jezuicki z 1761
- neogotycki klasztor ss. dominikanek[potrzebny przypis]

## Galeria

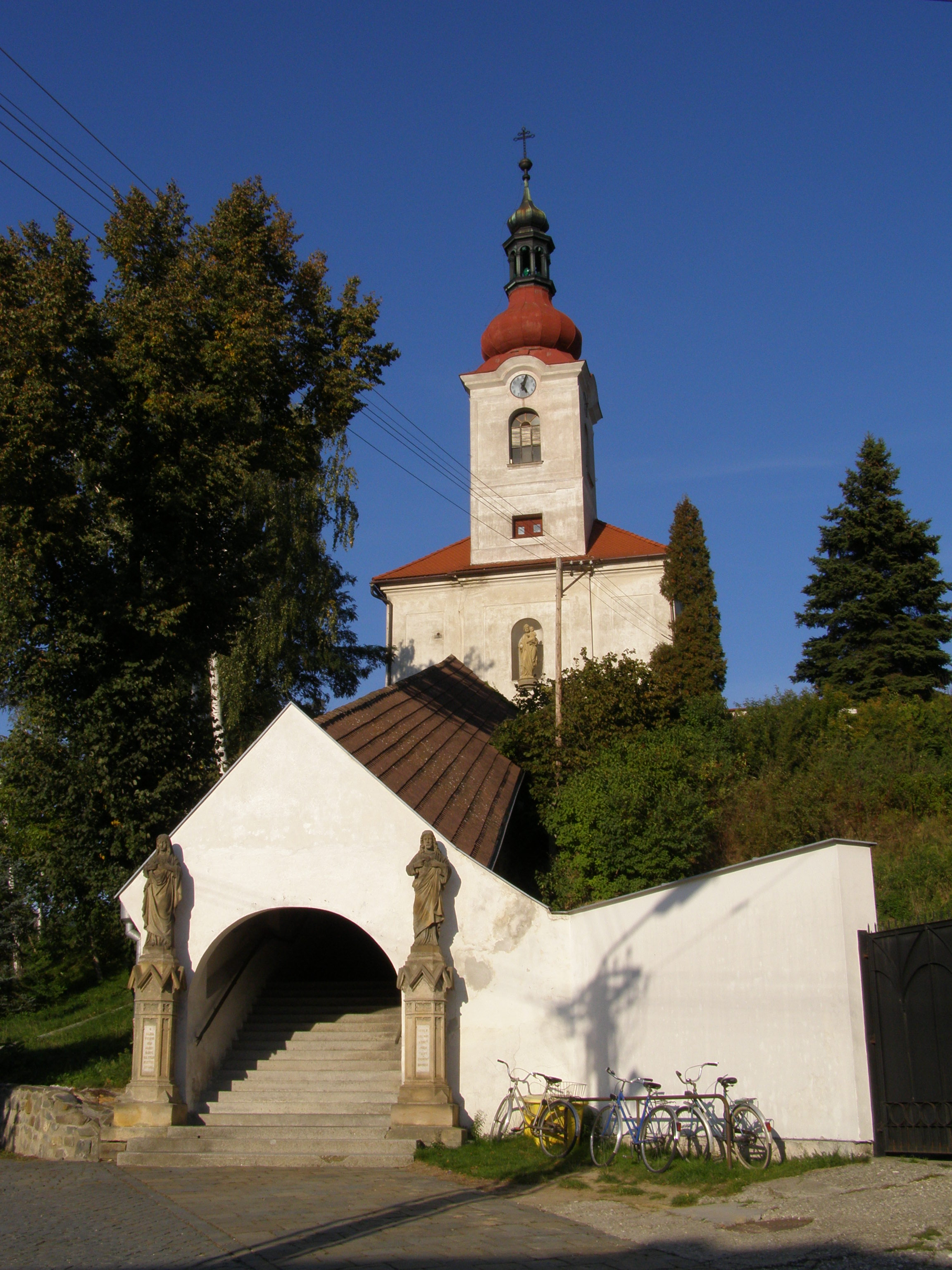
kościół Wniebowzięcia NMP
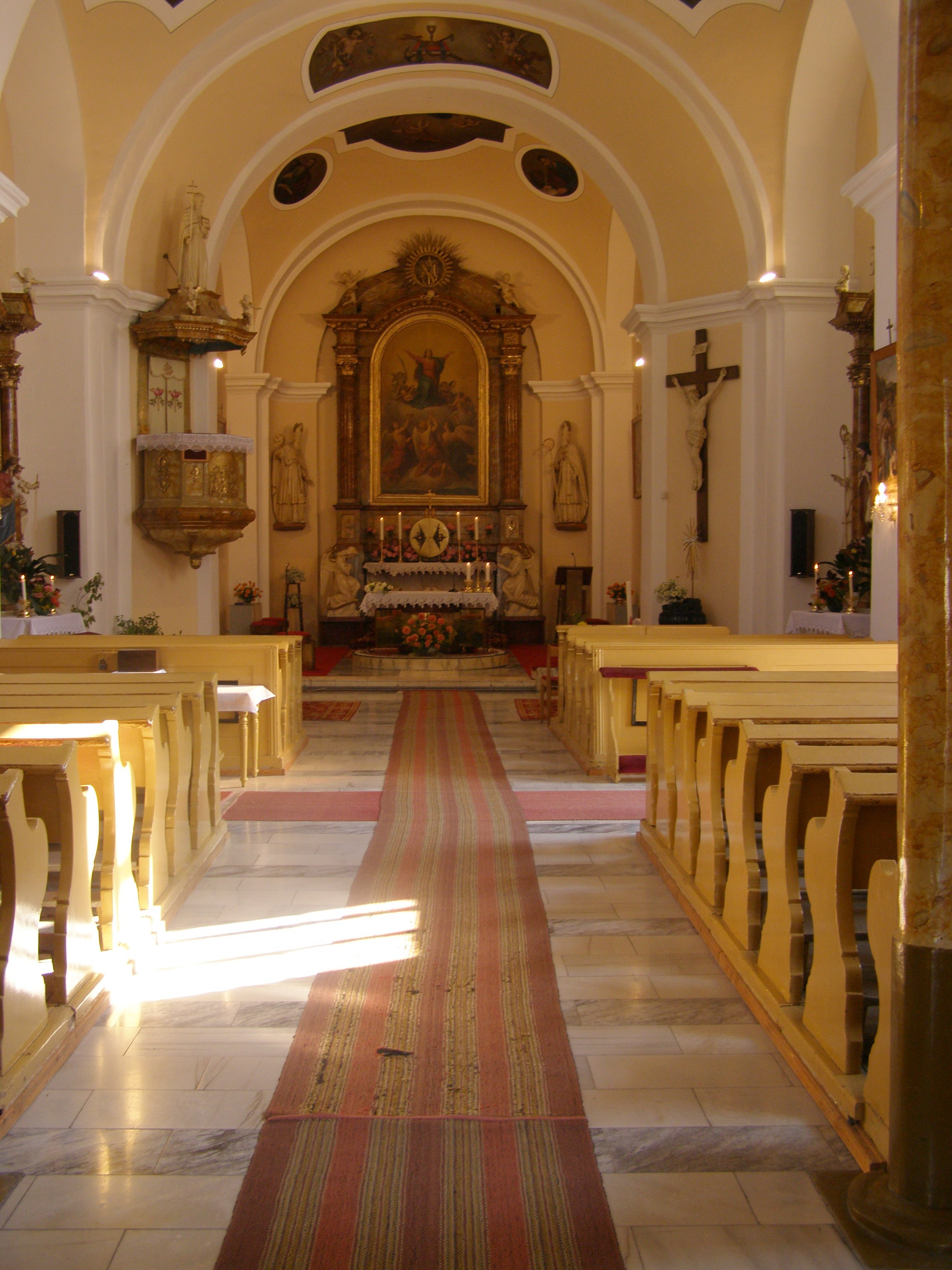
kościół Wniebowzięcia NMP – wnętrze
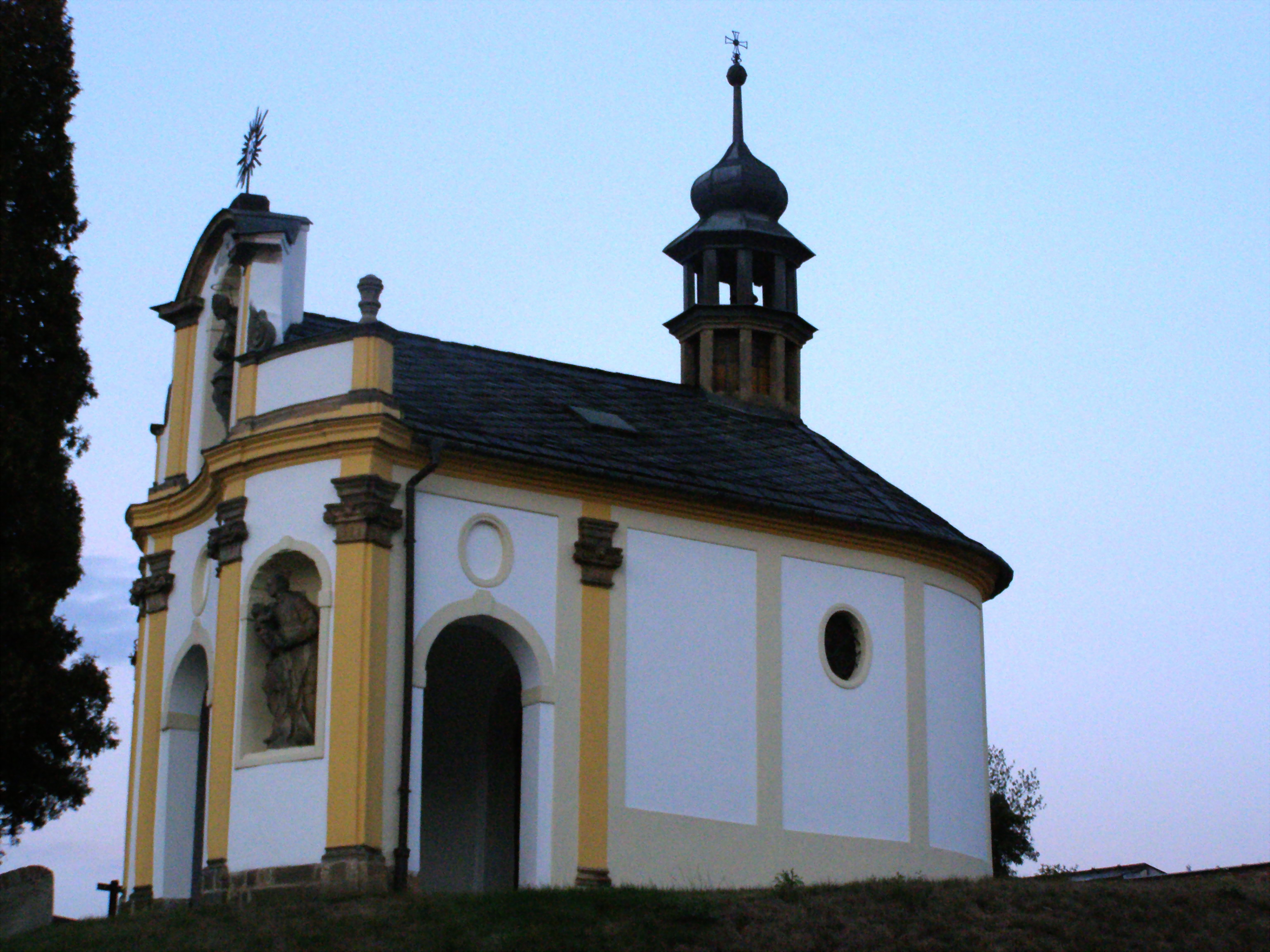
kaplica św. Franciszka Ksawerego
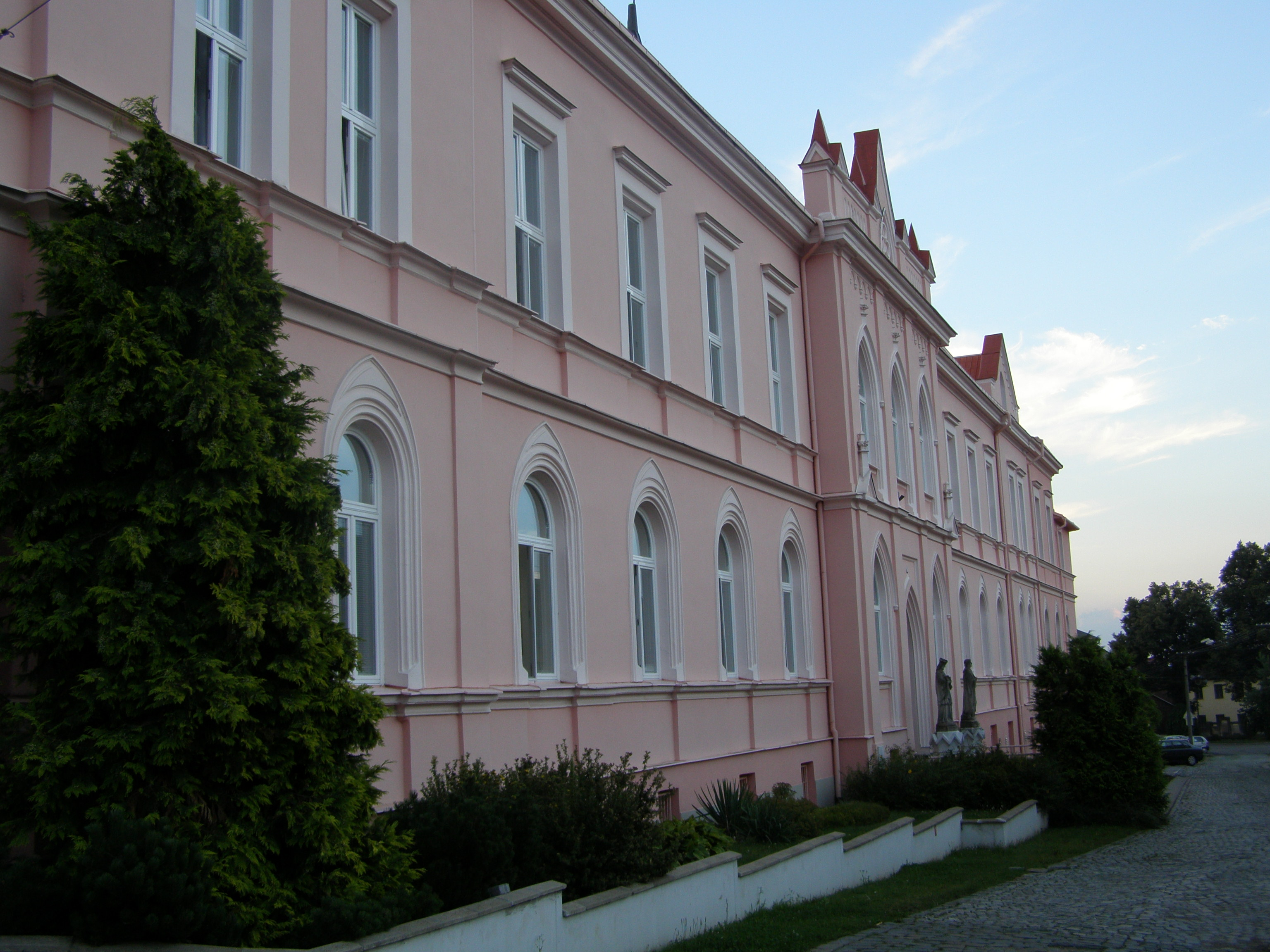
dawny klasztor ss. dominikanek